# Álamo (California)

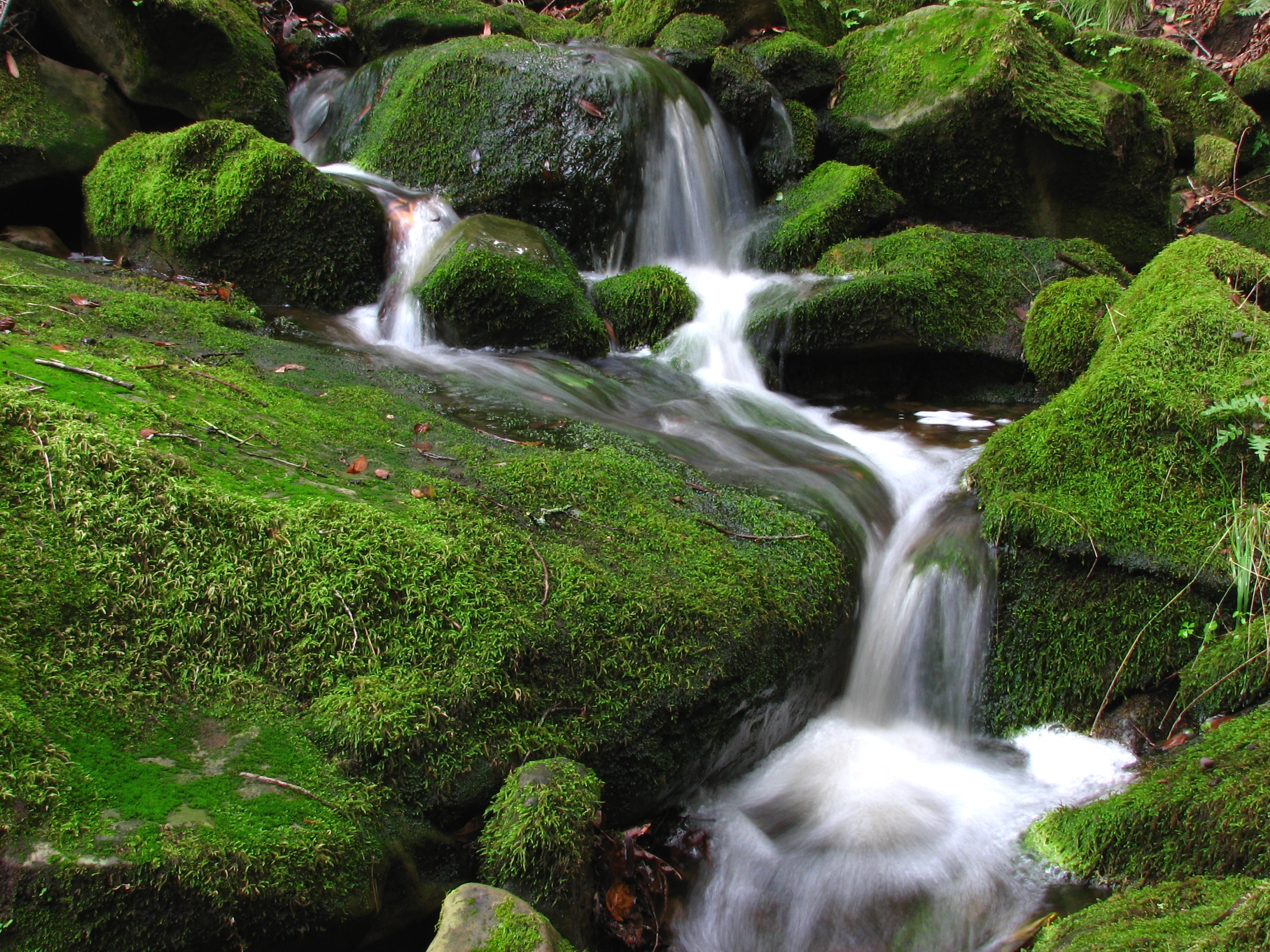
Una pequeña cascada en Las Trampas Regional Wilderness

Alamo es un lugar designado por el censo ubicado en el condado de Contra Costa en el estado estadounidense de California. Es un suburbio localizado en el Área de la Bahía de San Francisco, ubicado 45 km al este de San Francisco. En el año 2020 tenía una población de 15,314 habitantes. La localidad es conocida por su alto nivel de vida: el valor medio de una propiedad en la zona está en más de un millón de dólares.

## Geografía
Álamo se encuentra ubicado en las coordenadas 37°51′N 122°1′O / 37.850, -122.017. Según la Oficina del Censo, la ciudad tiene un área total de 25.04 km².

## Demografía
En 2019 los ingresos medios por hogar en la localidad eran de más de $200,000 y la renta per cápita para la localidad era de $113,124. Alrededor del 4.5% de la población estaba por debajo del umbral de pobreza.